# 木山泰嗣
木山 泰嗣（きやま ひろつぐ、1974年 - ）は、日本の法学者、弁護士。青山学院大学法学部教授。専門は税務訴訟及び税法。

## 人物・経歴
神奈川県横浜市出身。1993年、神奈川県立横浜翠嵐高等学校卒業。高校生のときに法律に目覚め、日本国憲法の制定に携わった第44代総理大臣・幣原喜重郎の『最後の御奉公――宰相 幣原喜重郎』（文藝春秋）やモンテスキューの『法の精神』（岩波文庫）等を読みふける。1998年、上智大学法学部法律学科卒業。2001年に旧司法試験に合格し、2003年弁護士登録（第二東京弁護士会）。2010年から、上智大学法科大学院で法律文章講座の講師を担当。2011年に『税務訴訟の法律実務』（弘文堂）で第34回日税研究賞「奨励賞」を受賞。2015年に青山学院大学法学部教授に就任し、税法研究及び教育に専念。